# Lijst van voetbalinterlands Azerbeidzjan - Noord-Macedonië

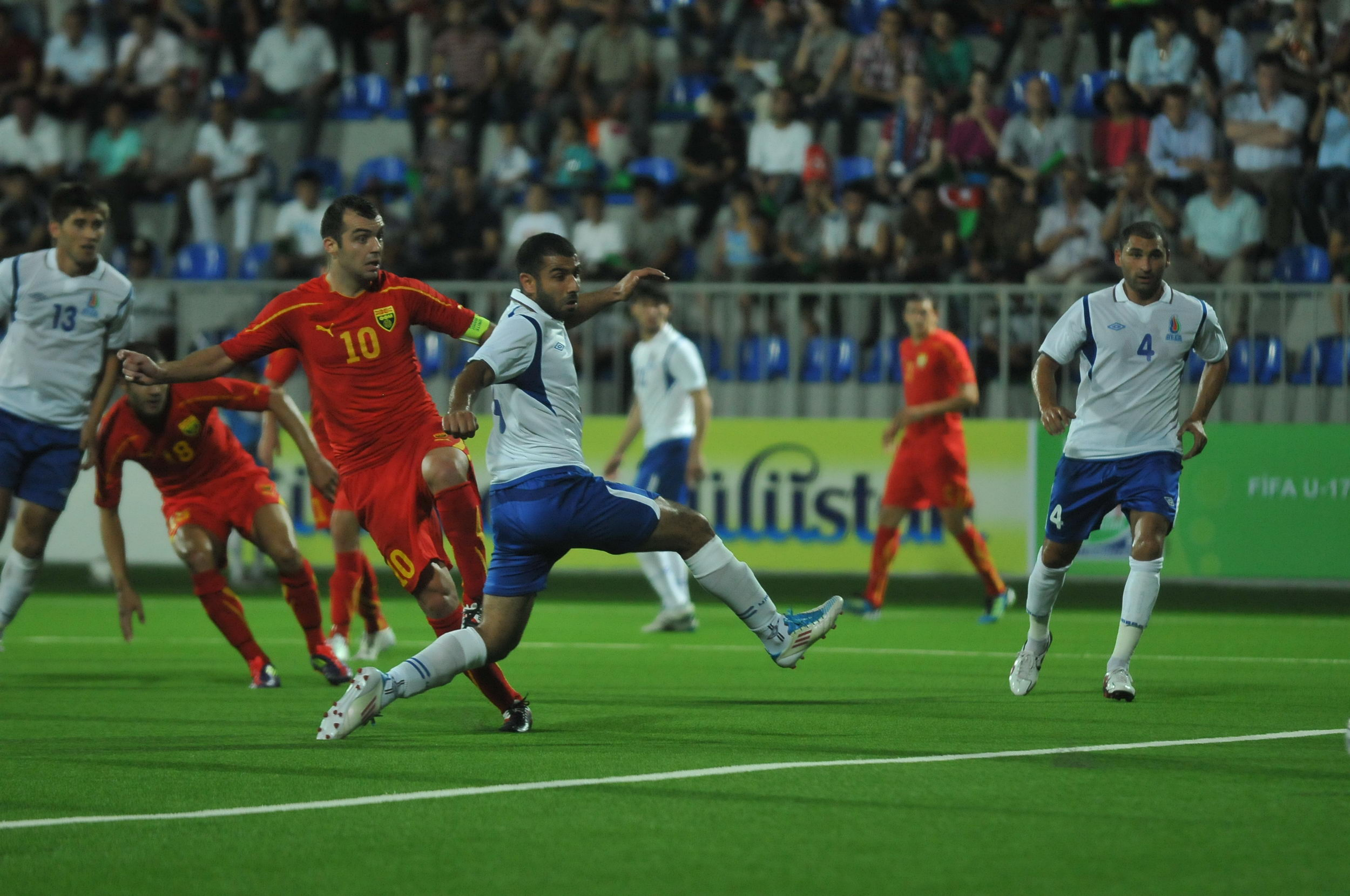
Bakoe, 10 augustus 2011

Deze lijst van voetbalinterlands is een overzicht van alle officiële voetbalwedstrijden tussen de nationale teams van Azerbeidzjan en (Noord-)Macedonië (tussen 1991 en 2019 speelde het onder de naam Macedonië). De landen speelden tot op heden acht keer tegen elkaar. De eerste ontmoeting, een vriendschappelijke wedstrijd, werd gespeeld in Varna (Bulgarije) op 27 juli 2000. Het laatste duel, eveneens een vriendschappelijke wedstrijd, vond plaats op 20 november 2022 in Skopje.

## Wedstrijden
| № | Plaats     | Datum            | Competitie           | Wedstrijd                      | Uitslag |
| - | ---------- | ---------------- | -------------------- | ------------------------------ | ------- |
| 1 | Varna      | 27 juli 2000     | Vriendschappelijk    | Azerbeidzjan – Macedonië       | 1 – 2   |
| 2 | Skopje     | 6 oktober 2000   | WK 2002 kwalificatie | Macedonië – Azerbeidzjan       | 3 – 0   |
| 3 | Bakoe      | 5 september 2001 | WK 2002 kwalificatie | Azerbeidzjan – Macedonië       | 1 – 1   |
| 4 | Villach    | 29 mei 2010      | Vriendschappelijk    | Azerbeidzjan – Macedonië       | 1 – 3   |
| 5 | Bakoe      | 10 augustus 2011 | Vriendschappelijk    | Azerbeidzjan – Macedonië       | 0 – 1   |
| 6 | Bad Erlach | 29 mei 2016      | Vriendschappelijk    | Azerbeidzjan – Macedonië       | 1 – 3   |
| 7 | Aksu       | 27 maart 2018    | Vriendschappelijk    | Azerbeidzjan – Macedonië       | 1 – 1   |
| 8 | Skopje     | 20 november 2022 | Vriendschappelijk    | Noord-Macedonië − Azerbeidzjan | 1 − 3   |

## Samenvatting
| Competitie        | Totaal gespeeld | Winst Azerbeidzjan | Gelijk | Winst Noord-Macedonië | Doelsaldo Azerbeidzjan – Noord-Macedonië |
| ----------------- | --------------- | ------------------ | ------ | --------------------- | ---------------------------------------- |
| WK-kwalificatie   | 2               | 0                  | 1      | 1                     | 1 − 4                                    |
| Vriendschappelijk | 6               | 1                  | 1      | 4                     | 7 − 11                                   |
| Totaal            | 8               | 1                  | 2      | 5                     | 8 − 15                                   |

Wedstrijden bepaald door strafschoppen worden, in lijn met de FIFA, als een gelijkspel gerekend.

## Details

### Eerste ontmoeting
| Azerbeidzjan       | 1 – 2 | Macedonië                         |
| Ramiz Məmmədov 53' | goals | 62' Arbën Nuhiji 68' Arbën Nuhiji |

### Tweede ontmoeting
| Macedonië                                              | 3 – 0 | Azerbeidzjan |
| Ǵorǵi Hristov 34' Ǵorǵi Hristov 42' Argjend Beqiri 75' | goals |              |

### Derde ontmoeting
| Azerbeidzjan         | 1 – 1 | Macedonië          |
| Fərrux İsmayılov 90' | goals | 12' Vančo Trajanov |

### Vierde ontmoeting
| Azerbeidzjan       | 1 – 3 | Macedonië                                                       |
| Elvin Məmmədov 89' | goals | 8' Ivan Tričkovski 66' (e.d.) Rəşad Sadıqov 88' Mario Gjurovski |

### Vijfde ontmoeting
| Azerbeidzjan | 0 – 1 | Macedonië        |
|              | goals | 57' Goran Pandev |